# Сафошкин, Александр Алексеевич
 Алекса́ндр Алексе́евич Сафо́шкин  (род. 13 марта 1976 года,  г. Донецк, Ростовская обл., Россия) — российский гимнаст. Трёхкратный чемпион Европы, вице-чемпион мира в командных соревнованиях 2005 и 2006, многократный чемпион России и обладатель Кубка России.

## Спортивная карьера
Александр в 19 лет ушел из спорта в цирк, а вернулся в 2003 году. В этом году после семилетнего перерыва выиграл чемпионат Европы на кольцах.
В 2004 году впервые в составе сборной России (Алексей Немов, Алексей Бондаренко, Антон Голоцуцков, Георгий Гребеньков и Максим Девятовский) дебютировал на Олимпийских играх, где в командном первенстве сборная России стала 6-й. 